# Sylvie Paycha
Sylvie Jane Anne Paycha (Neuilly-sur-Seine, 27 de març de 1960) és una matemàtica i física matemàtica francesa, especialista en la teoria d'operadors. Exerceix de professora a la Universitat de Potsdam.
Va presidir l'associació European Women in Mathematics i, del 1992 al 1995, l'associació Femmes et Mathématiques.

## Formació i carrera
Sylvie Paycha va fer la seva tesi doctoral a la Universitat del Ruhr de Bochum, Alemanya. La tesi portava per títol Probability mesures in infinit dimensional dimensions and Polyakov strings, i la va defensar el 1988 sota la supervisió de Sergio Albeverio.
Va ser nomenada professora de la Universitat d'Estrasburg el 1989, i després el 1994 va defensar la seva tesi d'habilitació universitària titulada Towards an interpretation of path integrals: the Polyakov model and the critical Ising model a la mateixa universitat. El 1995 va ser nomenada professora de la Universitat Blaise-Pascal i des del 2011 és professora de la Universitat de Potsdam.

## Recerca i compromisos institucionals
Paycha es va interessar durant la seva tesi per la formulació de la teoria de cordes d'Alexander Poliàkov així com pels aspectes matemàtics de la teoria quàntica de camps, en particular la renormalització, la formulació de la integral del camins (dins la teoria de cordes segons Poliàkov) i anomalies.
Va presidir l'associació European Women in Mathematics, així com l'associació Femmes et Mathematics (1992-1995). Va ser la coordinadora de l'European Women in Science del 1995 al 1997 i va formar part del comitè EMS per a dones matemàtiques del 2006 al 2009.
Ha participat en el projecte Women of Mathematics throughout Europe. A Gallery of Portraits, dirigit per quatre matemàtiques. Aquest projecte, realitzat a partir del 2016, té com a objectiu presentar una exposició que ressegueixi la trajectòria de 13 matemàtiques europees mitjançant entrevistes, amb la perspectiva de ressaltar la dimensió humana de les seves carreres; l'objectiu del projecte és animar les joves a seguir una carrera en aquesta disciplina.
El 2019, va realitzar una desena d'entrevistes amb acadèmics actuals i jubilats de Potsdam, que van experimentar la reunificació d'Alemanya el 1990 o van arribar-hi poc després de l'esdeveniment.

## Distincions
- Cavaller de la Legion d'Honor, 2014.[6]

## Publicacions

### Publicacions científiques
- Sergio Albeverio, Jürgen Jost, Sylvie Paycha i Sergio Scarlatti, A mathematic introduction to string theory, Cambridge, Cambridge University Press, col. « London Mathematical Society Lecture Note Series », 1997, 225 p. (ISBN 0-521-55610-4, DOI 10.1017/CBO9780511600791).[10]
- Regularised integrals, sums and traces, vol. 59, Providence, RI, American Mathematical Society, coll. « University Lecture Series », 2012 (ISBN 978-0-8218-5367-2, DOI 10.1090/ulect/059).[11]
- Functional Analysis, Differential Geometry. A: Francoise, Naber, Tsun (ed.): Encyclopedia of Mathematical Physics. Elsevier, 2006.

### Altres publicacions
- (col.) Rencontres entre artistes et mathématiciennes Thérèse Chotteau, Francine Delmer, Pascale Jakubowski, Sylvie Paycha, Jeanne Peiffer, Yvette Perrin, Véronique Roca, Bernadette Taquet, París, L'Harmattan, col. « Bibliothèque du féminisme », 2003 (ISBN 2747507165) 162 p.